# 南京1937
《南京1937》（英語：Don't Cry, Nanking），原名《南京大屠殺》，以1937年發生於中国首都南京的戰事為背景，描写一个中日结合的家庭在南京大屠殺中的遭遇。該片于1995年在台灣、中国大陆及香港等地上映。本片由龍祥電影製作股份有限公司、香港子公司及中國電影共同攝製。
影片所使用語言以中文為主，另有日文、英文及德文等穿插台詞。

## 製作歷程
- 1994年，龍祥電影製作股份有限公司計劃籌拍名為《南京大屠殺》的劇情片。
- 同年，確定導演為中國大陸導演吳子牛。
- 同年冬季，開始拍攝。
- 1995年，電影於台灣、香港與中国大陆上映。
- 1998年，5月2日電影於日本上映。

## 制作者
- 導演：吳子牛
- 監製（執行製作人）：吳宇森
- 編劇：張冀平、洪維健、徐天生、梁曉聲
- 前期攝影指導：侯詠
- 攝影：楊樹、王西里
- 剪接：何文章
- 音樂：谭盾
- 演奏：上海交響樂團
- 出品人（製作人）：王應祥（龍祥影業集團董事長）

## 主要演员
- 秦漢 饰 成贤
- 早乙女爱 饰 理恵子
- 劉若英 饰 劉書琴
- 陈逸达 饰 鄧天遠
- 王思北 饰 小绫
- 史笑嫣 饰 春子
- 陶泽如 饰 李根发
- 叢志軍 饰 老進士
- 高振鵬 饰 管家
- 孔維佳 饰 小珍珍
- 管存浩 饰 唐生智
- 張家泰 饰 師長
- 林勝國 饰 三上
- 久保恵三郎 饰 松井石根
- 江國賓 饰 石松(台灣兵)
- 左孝虎 饰 近藤
- 王興康 饰 老車夫
- Rebecce Peyrelon 饰 魏特琳
- Michael Zannett 饰 雷博
- Ulrich Ottenburger 饰 陶德曼

## 影片背景
1937年，抗日战争爆发，侵华日军于同年12月13日攻陷中华民国首都南京之后，在南京城区及郊区对放下武器的国民革命军士兵及平民进行的长达6个星期的大规模屠杀。

## 其他
- 男主角秦汉（本名孙祥钟）之父为中華民國將領孙元良，曾率領第72軍第88師参加南京保卫战。
- 女演员刘若英祖父为民国将领刘咏尧，同秦汉之父孙元良同为黄埔军校第一期毕业生。
- 拍攝劇組人員與編劇人員曾多次拜訪南京大屠殺生還者，以供電影能以最真實的畫面還原歷史。
- 參與拍攝臨時演員多來自江蘇省。
- 中国人民解放军動員三個師的部隊來扮演當年的國民革命軍與其他戰鬥人員。[1]